# Останній із римлян

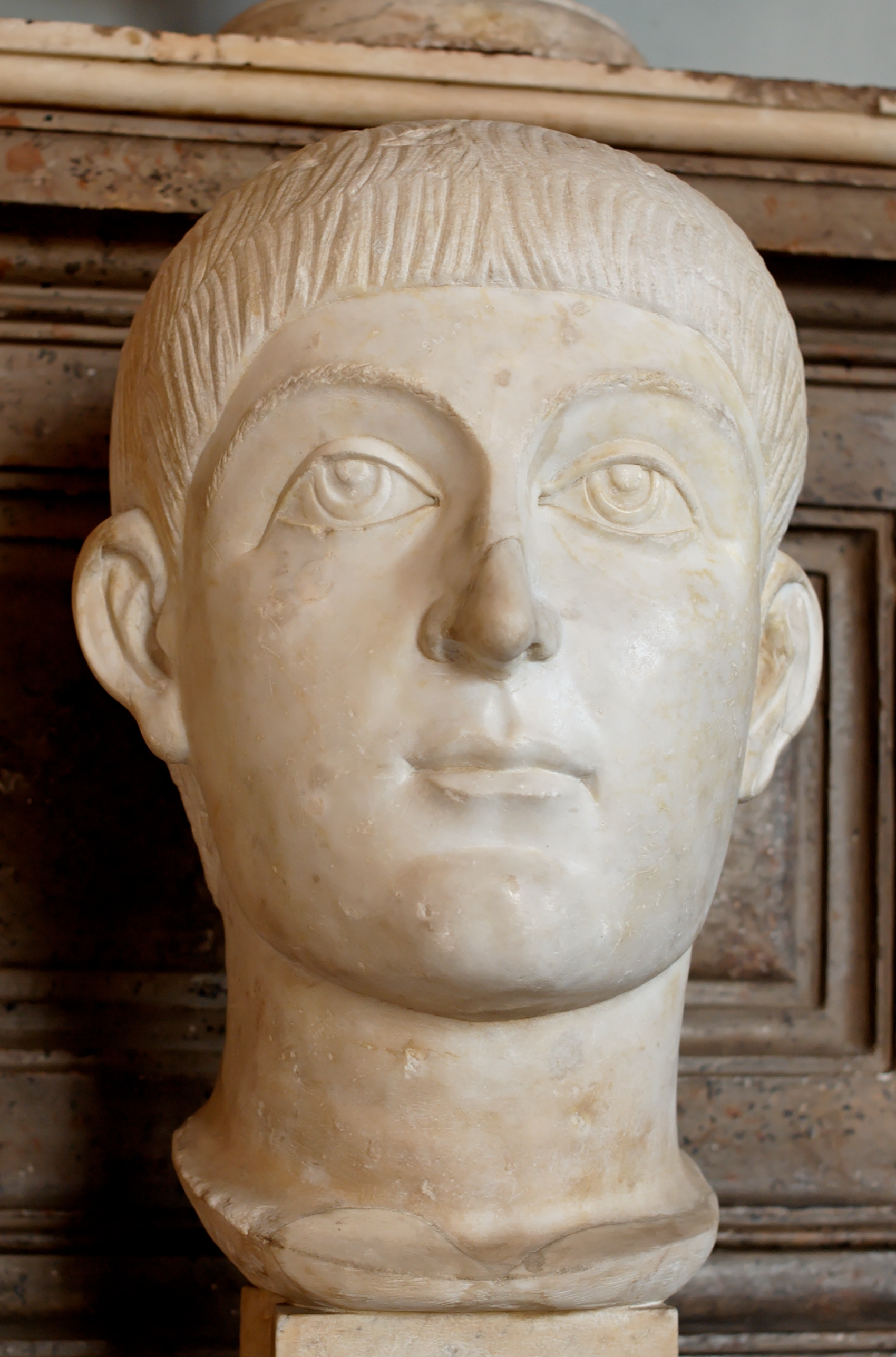
Валент, 66-й імператор Римської імперії

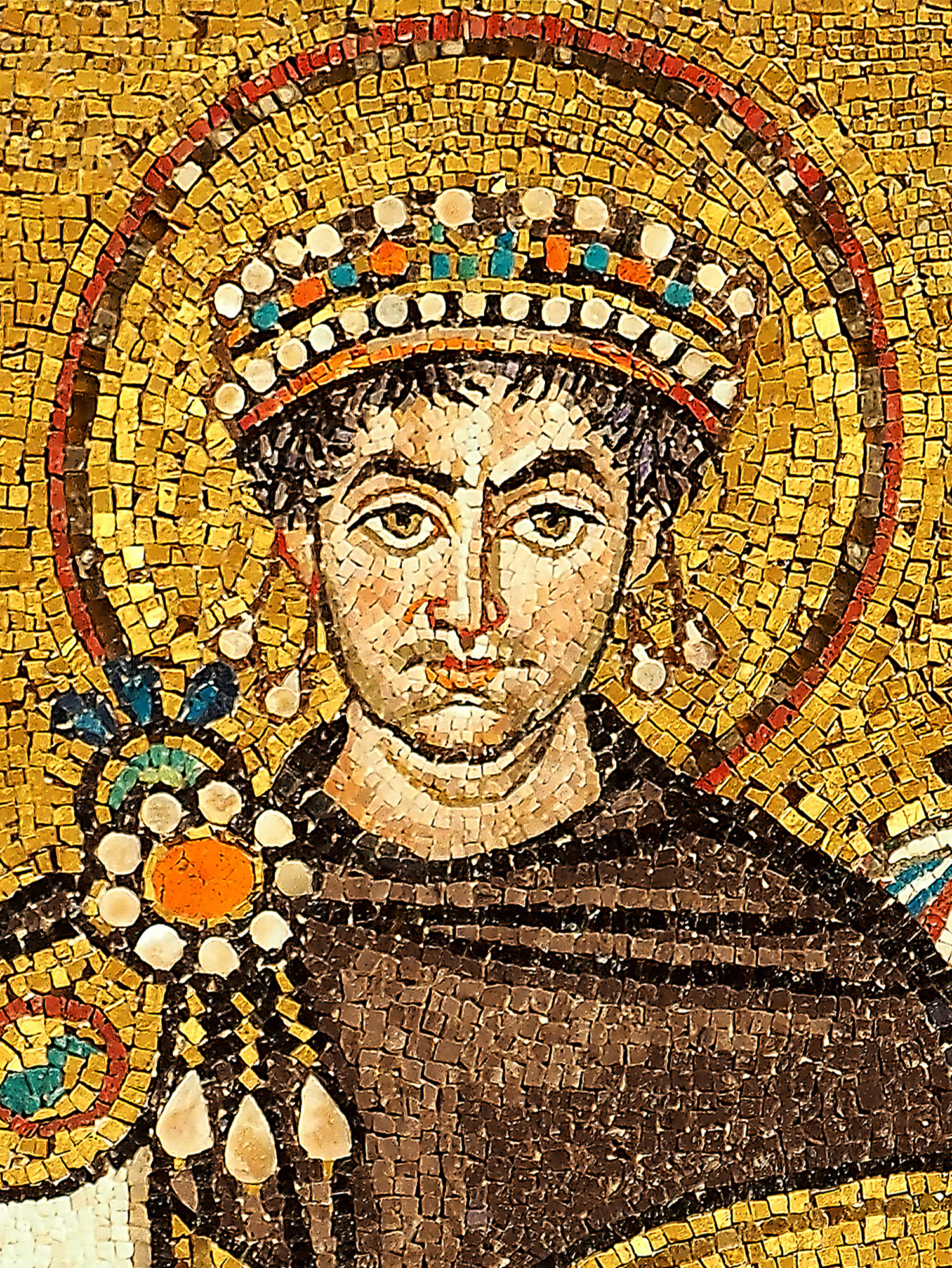
Юстиніан I, візантійський імператор

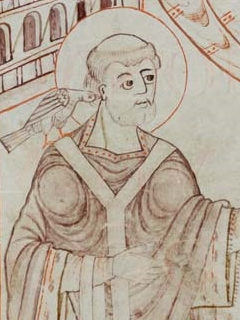
Папа Григорій I

Термін "Останній із римлян" (лат. Ultimus Romanorum) історично використовувався для опису людини, яку вважали уособленням цінностей давньоримської цивілізації, гинули після смерті цієї людини. Він був використаний для опису ряду людей. Першим зафіксованим випадком був опис Юлія Цезаря Марка Юнія Брута Молодшого Юлієм Цезарем як того, з яким загинув старий римський дух. 

## Список людей, описаних як "Останній з римлян"
- Гай Кассій Лонгінн (помер 42 р. до н. е.), названий так Брутом та античним істориком Аулом Кремуцієм Кордусом.
- Гай Азіній Полліон (BC 75 - AD 4), один з останніх великих ораторів і письменників Римської республіки.
- Валентиніан I (321–375), останній західний імператор, що проводив велику агітацію по обидві сторони Рейнського та Дунайського кордонів[1].
- Валенс (328–378), «останній справжній римлянин» [2] Східний імператор (і брат Валентиниана I), який привів свою армію до жахливої поразки в Адріанопольській битві.
- Стиліхон, вандальсько-римський генерал на початку V ст. [3] Також названий "останнім із римських полководців" у XXX главі праці " Едварда Гіббона " "Історія занепаду та загибелі Римської імперії"[4].
- Флавій Аєцій (396? –454), генерал пізньої Західної Римської імперії, який захищав галій від франків та інших варварів, і переміг Аттілу на Каталаунських полях поблизу Шалону в 451 році. Названий так Прокопієм Кесарійським .
- Граф Боніфацій (помер 432 р.), генерал пізньої Західної Римської імперії. Суперник Флавія Аєтія. Названий так  Прокопієм Кесарійським.
- Галла Плацидія (388—450), імператриця консорта Констанція III і мати Валентиніана III, вона була "останньою римською імператрицею" [5] та, фактично, правителькою Західної Римської імперії з 425 по 437 рік.
- Майоріан (420–461), римський імператор між 457 і 461 роками. Він був останнім імператором, загальновизнаним фактичним правителем всієї західної імперії, повернувши на короткий час більшість втрачених територій у Галлії та Іспанії [6].
- Амброзій Авреліан (V ст.), Романо-британський воєначальник проти англосаксонської навали. Названий так Гільдасом Мудрим[7].
- Аніцій Манлій Северин Боецій (480–525?), один з останніх великих філософів Риму. Мартін Грабман вважав його "останнім із римлян" і першим середньовічним схоластом.
- Гільдас Мудрий (п. Початок 6 століття), романо-британський священнослужитель і письменник[8].
- Юстиніан I "Великий" (482? - 565), другий з династії Юстиніанів, і, мабуть, останній візантійський імператор, що розмовляв латиною як першою мовою[9].
- Флавій Велізарій (505? –565), широко відомий генерал Візантійської імперії при Юстиніані, відомий тим, що повторно завоював деякі частини Західної Римської імперії[10][11].
- Флавій Магнус Аурелій Кассіодор Сенатор (485 -  580), римський державний діяч і письменник[12].
- Григорій I (540? –604), впливовий папа і уродженець Риму[13].
- Дезидерій Кагорський (580? –655), гало-римський аристократ і єпископ[14].

### В Англії
- Вільям Конгрейв, названий "Ultimus Romanorum"[3]. Олександром Поупом[3].
- Семюель Джонсон, названий "Ultimus Romanorum"[15]Томасом Карлайлом[15].

### В Сполучених Штатах
У Сполучених Штатах вислів "останній із римлян" неодноразово використовувався протягом початку 19 століття як епітет для батьків-засновників США, які брали участь в Американській революції, підписавши Декларацію незалежності США, беручи участь в Війні за незалежність США, або проголошуючи Конституцію США.

## Список правителів, яких в більш буквальному сенсі можна охарактеризувати як "Останні з римлян"
- Ромул Август (скинутий у 476 р.), останній де-факто римський імператор.
- Юлій Непот (помер 480 р.), Останній де-юре римський імператор.
- Овіда(? –480), останній римський полководець в Іллірікумі, розбитий та вбитий Одоакром.
- Сіагрій (430–486 / 487), останній римський полководець в Галлії (іменується Григорієм Турським як "король римлян") до вторгнення франків[17].
- Костянтин VI Сліпий (780–797), останній визнаний римський імператор у свій час.
- Ллівелін Останній (помер 1282 р.), останній принц Королівства Гвінед, останньої постримської (романо-британська) держави-наступника, що впала на Заході[18].
- Костянтин XI Палеолог (помер 1453 р.), останній імператор Візантійської імперії.
- Давид II Комненос (помер 1463 р.), Останній імператор Трапезундської імперії і, фактично, останній римський імператор після Костянтина XI.